# Johannes Oosterdijk Schacht

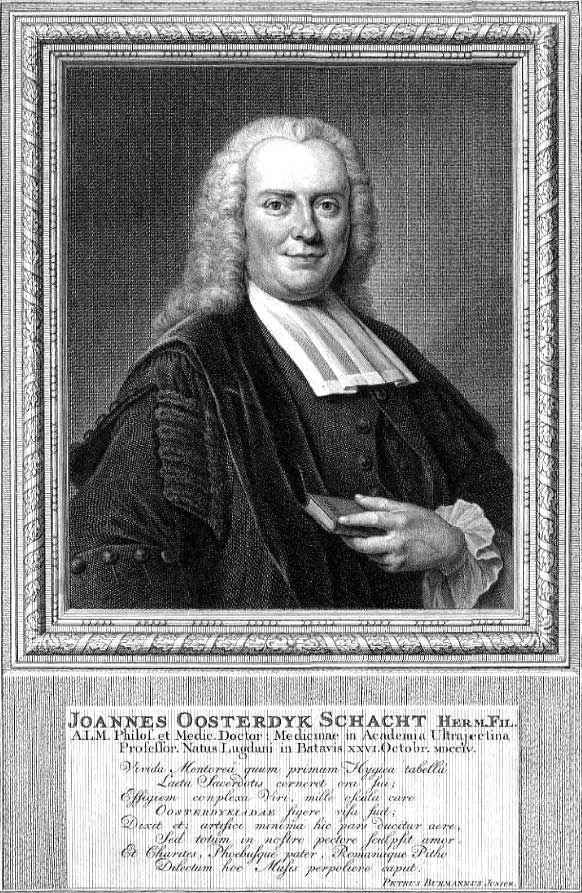
Pieter Tanjé: Johannes Oosterdijk Schacht Museum Catharijneconvent

Johannes Oosterdijk Schacht (* 26. Oktober 1704 in Leiden; † 18. August 1792 in Utrecht) war ein niederländischer Mediziner.

## Leben
Der Sohn des Hermannus Oosterdijk Schacht hatte ein Studium an der Universität Leiden absolviert und dort am 26. September 1726 mit der Verteidigung der Dissertationen De secretione animali und De motu Planetarum in orbitis ellipticis den Doktorgrad der Philosophie und Medizin erworben. Im Oktober des Folgejahres übertrug man ihm den Platz von Ruardus Andala (1665–1727) als Professor der Philosophie an der Universität Franeker. Dieses Amt trat er mit einer Rede De arcto, quo philosophia cum omnibus, praesertim medicis, scientiis nectitur vinculo an.
Am 13. Juni des Folgejahres berief man ihn als Professor der medizinischen Fakultät an die Universität Utrecht, welches Amt er am 12. September mit der Rede Qua senile fatum inevitabili necessitate ex humani corporis mechanismo sequi, demonstratur antrat. Am 2. Januar 1729 hatte Schacht auch die Professur der Medizin und Praxis übernommen. Er hatte sich auch an den organisatorischen Aufgaben der Utrechter Hochschule beteiligt und war 1732 sowie 1752 Rektor der Alma Mater. Die letztgenannte Aufgabe legte er 1753 mit der Rede De arcanis medicorum non celandis (Utrecht 1753) nieder. 1790 wurde er emeritiert und er verstarb zwei Jahre später.
Schacht hatte sich zu seiner Zeit als Philosoph, Arzt und Dichter einen Namen gemacht. Seine Bibliothek wurde 1793 in Utrecht verkauft.

## Werke
- De secretione animali. in der Google-Buchsuche Leiden 1726
- De motu planetarum in orbitis ellipticis. in der Google-Buchsuche Leiden 1726
- De arcto, quo philosophia cum omnibus, praesertim medicis, scientiis nectitur, vinculo. in der Google-Buchsuche Franeker 1728
- Qua senile fatum inevitabili necessitate ex humani corporis mechanismo sequi demonstratur. in der Google-Buchsuche Utrecht 1729
- Morbus remedium, sive de morborum in sanandis morbis efficacia. in der Google-Buchsuche Utrecht 1733
- Oratio funebris in obitumviri Cl. Arnoldi Drakenborchii, historiarum et eloquentiae professoris. Utrecht 1746
- Institutiones Medicinae Practicae ad Auditorum potissimum usus in Epitome redactae et evulgatae. Accedunt duae Orationes, quarum altera demonstratur senile fatum inevitabili necessitate ex H.C. mechanismo sequi. Altera inscribitur Morbus Remedium, sive de morborum in sanandis morbis efficacia. Utrecht 1747 Edit. Trajectina altera auctior. Accedit Oratio de arcanis medicorum non celandis. Utrecht  1748, 1767, Vindobonae 1750, Diese Schrift erschien auch Niederdeutsch unter dem Titel: Redevoering ten betooge dat een Geneesmeester geene geheimen van zijne kunst moet maken. Utrecht 1753
- Een geneesmiddel tegen de vallende ziekte ter beproevinge voorgesteld in Verhand. uitg. door het Zeeuwsch Genootschap. Middelburg 1771–1773